# Jimmy Chamberlin
James Joseph "Jimmy" Chamberlin, född 10 juni 1964 i Joliet i Illinois, är en amerikansk musiker, mest känd som tidigare trummis i rockbandet The Smashing Pumpkins.

## Biografi

### Uppväxt
Chamberlin föddes i Joliet i Illinois, ett av sex barn. Hans far och äldre bror Paul spelade båda i jazzband; fadern som klarinettist och Paul som trummis, numera i det lokala rockbandet Chasing Amy.
Chamberlin började spela trummor vid nio års ålder. Hans tidiga undervisningar innehöll latinamerikansk musik, brasiliansk musik och storbandtekniker, men fokuserade på jazz under ledning av den blivande Yanni-trummisen Charlie Adams.
Chamberlin flyttade hemifrån när han var 15 år och började spela i olika lokala band. Fastän hans tidiga musikkarriär visade sig vara lönsam pressade fadern honom till högskolestudier. 1994 berättade Chamberlin att han hade varit ifrån sin far i sju år. Efter tre år med gruppen JP and the Cats hoppade Chamberlin av och arbetade en tid som snickare tillsammans med sin svåger. Inom kort blev han medlem i The Smashing Pumpkins.

### The Smashing Pumpkins
Chamberlin spelade med The Smashing Pumpkins från starten 1988 fram till USA-turnén för skivan Mellon Collie and the Infinite Sadness i juli 1996, då han sparkades. Anledningen till avskedandet var att han och Jonathan Melvoin, gruppens dåvarande turné-keyboardist, tog heroin en kväll varpå Melvoin överdoserade och dog. Detta var en kulmen på Chamberlins drogmissbruk, som hållit på ett tag.
Efter att Chamberlin sparkats ur The Smashing Pumpkins lade han in sig på avvänjning och 1996 gick han med i supergruppen The Last Hard Men. Bandet bestod förutom Chamberlin av Kelley Deal från The Breeders, Jimmy Flemion från The Frogs och Sebastian Bach från Skid Row. The Last Hard Men gav dock bara gav ut en skiva.
1999 återvände Chamberlin till The Smashing Pumpkins där han hann spela på deras två sista skivor, Machina och Machina II innan bandet splittrades år 2000. Året efter bildade han och Billy Corgan (också från The Smashing Pumpkins) bandet Zwan, som dock splittrades efter bara två år. Senare bildade Chamberlin bandet The Jimmy Chamberlin Complex som år 2004 gav ut debutskivan Life Begins Again på etiketten Sanctuary. År 2006 gjorde han tillsammans med Billy Corgan comeback med The Smashing Pumpkins som de enda originalmedlemmarna i gruppen. Bandet gav 2007 ut skivan Zeitgeist. I mars 2009 meddelade Jimmy Chamberlin att han hoppar av The Smashing Pumpkins för att satsa helhjärtat på sitt eget projekt The Jimmy Chamberlin Complex.
I början av 2010 meddelades att Jimmy Chamberlins nya band Skysaw (som nyligen bytt namn från This) har en ny hemsida uppe. Bandet består förutom Chamberlin av Mike Reina och Anthony Pirog. Deras första fullängdare kommer att släppas på Dangerbird Records den 21 juni 2011.

## Diskografi
The Smashing Pumpkins
- 1991: Gish
- 1993: Siamese Dream
- 1995: Mellon Collie and the Infinite Sadness
- 2000: Machina/The Machines of God
- 2000: Machina II/The Friends & Enemies of Modern Music
- 2007: Zeitgeist

Sidoprojekt
- 1998: The Last Hard Men (The Last Hard Men) (begränsad utgåva 1998, nyutgåva 2001)
- 2003: Mary Star of the Sea (Zwan)
- 2005: Life Begins Again (Jimmy Chamberlin Complex)
- 2010: Great Civilizations (Skysaw)
- 2011: Prana & Pinda (Shaman Durek)
- 2014: Love Supreme Collective - EP (Ropeadope Records), med (Frank Catalano)

Gästmedverkan
- 1994: She Knows Everything (remix) (Medicine)
- 1997: Starjob (The Frogs)
- 1997: Boom! Boom! Boom! (The Kelley Deal 6000)
- 2005: TheFutureEmbrace (Billy Corgan) (på låten "DIA")
- 2006: Gone (Bill Madden)
- 2006: Help Yourself Charlie Paxson (på låten "C.Y.T")
- 2010: Not From Here (Gannin Arnold) (på låtarna "Not From Here" och "Get On with It")
- 2010: Metro: The Official Bootleg Series, Volume 1 (på låten "Freedom")
- 2014: "Tomorrow in Progress" (Tyson Meade)